# Ртутно-цинковий гальванічний елемент

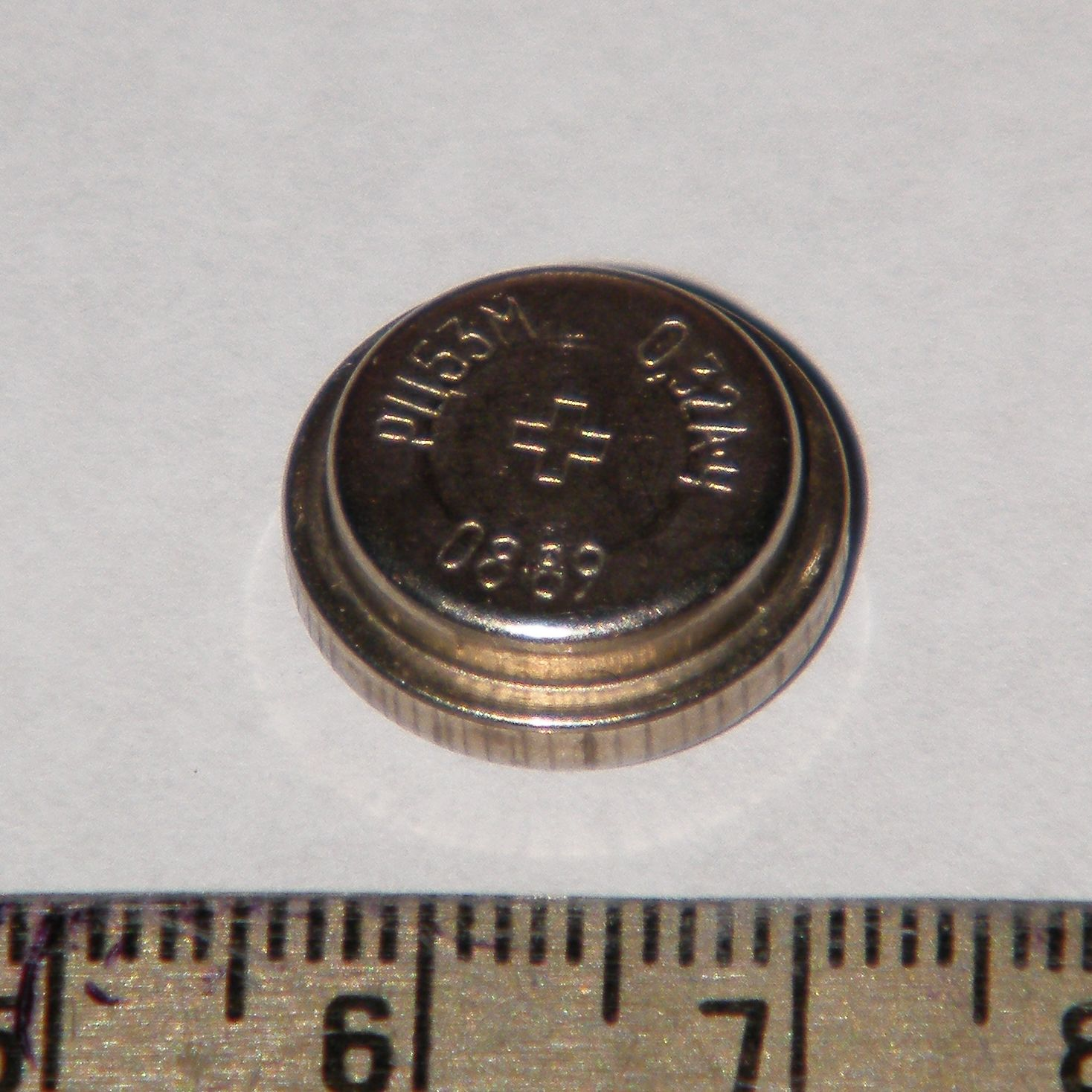
Ртутно-цинковий елемент типу РЦ-53М (1989 рік)

Ртутно-цинковий гальванічний елемент або ртутний гальванічний елемент (англ. Mercury battery, mercuric oxide battery) — гальванічний елемент, в якому використовується у чистому вигляді оксид ртуті або суміш оксиду ртуті з діоксидом марганцю як позитивний електрод (катод), цинк як негативний електрод (анод), а як електроліт — гідроксид натрію (NaOH) або гідроксид калію (КОН). Ртутно-цинкові гальванічні елементи дуже схожі на срібло-цинкові елементи.
Ртутні елементи випускались у формі дискових елементів для годинників, слухових апаратів, і калькуляторів, а в більш великих формах — для інших пристроїв.
У зв'язку з вмістом ртуті, і в результаті екологічних проблем, продаж ртутних елементів заборонено в багатьох країнах світу. Стандарти ANSI і IEC не дозволяють використовувати ртуть у побутових гальванічних елементах.
Ртутні елементи з рідким електролітом відомі ще з 1884 року, але значне поширення отримали набагато пізніше, завдяки вдосконаленню виробництва і конструкції. Промислове значення і найбільш широке застосування отримали ртутні елементи з цинковим анодом, проте існують ртутні елементи з індієвими і титановими анодами, сухі цинк-двооксиссульфатно-ртутні елементи.

## Опис
Ртутно-цинкові елементи випускаються в двох варіантах: на 1,35 В і на 1,4 В. Елементи на 1,4 В, у порівнянні з 1,35-вольтовими, не забезпечують стабільну напругу.
Елементи характеризуються постійністю напруги при розряді і відсутністю необхідності в перервах між розрядами для «відпочинку». Напруга ртутно-цинкового елемента  рівна 1,352 ± 0,002 В і мало змінюється при зміні температури.
Високі температури (до +70 °С) практично не позначаються на стабільності характеристик ртутно-цинкових елементів. Вони можуть працювати протягом декількох годин при температурі порядку +145 °С. При низьких температурах, як правило, характеристики ртутно-цинкових елементів стають незадовільними.
Робоча ємність ртутно-цинкових елементів після року зберігання при температурі 21 °С, як правило, становить понад 90 % ємності щойно виготовлених елементів. Рекомендований термін зберігання для ртутно-цинкових елементів — до трьох років.
Характерними рисами ртутно-цинкових елементів є:
1) тривалий термін служби;
2) велике значення питомої ємності;
3) плоска крива розряду;
4) порівняно висока напруга під навантаженням;
5) відносно постійна віддається ємність, практично незалежна від умов розряду;
6) малий і практично постійний внутрішній опір;
7) збереження працездатності при високих температурах;
8) висока стійкість до ударів, вібрацій і прискорень;
9) стійкість до зниженого і підвищеного тиску порівняно з атмосферним.